# Поганий тон (фільм)
«Поганий тон» («A los que aman») — іспансько-французький драматичний кінофільм 1998 року, знятий режисером Ісабель Койшет.

## Сюжет
Прихована, сильна пристрасть накладає відбиток на життя молодого лікаря і, у свою чергу, наражає на небезпеку близьких йому людей.

## У ролях
- Хуліо Нуньєс: головна роль
- Патксі Фрейтес: головна роль
- Олалла Морено: Матильда
- Моніка Беллуччі: Валерія
- Крістофер Томпсон: Леон

## Знімальна група
- Режисер: Ісабель Койшет
- Сценарій: Ісабель Койшет, Джоан Потау
- Оператор: Пако Феменія
- Композитор: Альфонсо Вілалонга
- Художник: Хуан Ботелла, Сандра Франц, П'єр-Луї Тевене
- Монтаж: Ернеста Блазі